# Michel Rabinovitch
Michel Pinkus Rabinovitch (São Paulo, 22 de março de 1926) é um hematologista, pesquisador e professor universitário brasileiro.
Grande oficial da Ordem Nacional do Mérito Científico e membro titular da Academia Brasileira de Ciências, Michel é professor emérito da Universidade de São Paulo e professor sênior da Universidade Federal de São Paulo.

## Biografia
Michel nasceu na capital paulista, em 1926. Na adolescência, queria estudar engenharia, por influência do pai, Betzabel, imigrante russo, também engenheiro e aos 15 anos já se preparava para ingressar na Escola Politécnica, da Universidade de São Paulo. Seu pai era sócio da empresa de engenharia Monteiro, Heinsfurter e Rabinovitch. Em São Paulo, Betzabel conheceu a ucraniana Anita Zlatopolsky e de seu casamento nasceram três filhos: Kelly Cecília (falecida em 2015) e os gêmeos Michel e Gregório Benjamin.
Porém, sua mãe, Anita, ficou gravemente doente devido a uma leucemia aguda, sem cura na época e veio a falecer. Entre o diagnóstico e sua morte foram apenas três semanas. Um ano antes, seu pai morrera devido a um tumor no rim. As duas perdas o inspiraram a abandonar a engenharia e a entrar para medicina. Após a morte dos pais, foi criado pelos tios maternos, Jacob e Eugenia Zlatopolsky, que moravam em um palacete na rua Piauí, em Higienópolis. Estudou no Colégio Rio Branco e era comum descer para o litoral pela Estrada Velha de Santos.
Seus tios eram donos de uma tipografia, no Brás e de uma papelaria na Rua São Bento, junto da Praça do Patriarca, no centro da cidade. O encolhimento da economia em 1932 e a morte de Jacob, obrigou sua tia a mudar-se para um bairro mais humilde, no centro da cidade, onde montou um ateliê de costura. Eugenia falava e lia em seis idiomas sem nunca ter tido ensino universitário e faleceu com mais de 90 anos.
Antes de entrar em medicina, Michel fez o curso preparatório, o pré-médico, que ocorria no quarto andar do prédio da Faculdade de Medicina da USP. Lá, tinha aulas de Matemática, Português, Biologia, Botânica, Latim, entre outras. Na época, também fazia algumas traduções do inglês para o jornal Crônicas Israelitas, órgão informativo da Congregação Israelita Paulista.

## Carreira
No início da graduação, conheceu o professor José Ória (1905-1948), um dos precursores da Hematologia Morfológica, médico interessado em música e literatura no Brasil, que lhe abriu as portas do Laboratório de Histologia e Embriologia. No quinto ano da graduação, Michel já dava aulas de laboratório para alunos do segundo. Michel sempre soube que não queria clinicar e assim era comum cabular aulas de clínica para poder trabalhar no laboratório.
Um dos seus primeiros artigos científicos trata justamente dos aspectos citoquímicos da célula leucêmica, publicado enquanto ainda estava no 4º ano da faculdade. Em 1949, formou-se em medicina, concluindo dois anos depois o doutorado para a obtenção do títulor de doutor. Em 1950, casou-se com Íria Mariani, técnica de laboratório de Hematologia do Hospital das Clínicas da Faculdade de Medicina da Universidade de São Paulo.
Em 1953, ano em que e separou de Íria, Michel partiu para os Estados Unidos como bolsista da Fundação Rockefeller por dois anos. Neste período, passou pelo Departamento de Anatomia da Universidade de Chicago, fez um curso no Marine Biological Laboratory, em Massachusetts e trabalhou com Walter Plaut no Departamento de Zoologia da Universidade da Califórnia em Berkeley.
No começo de 1955, Michel visitou a sede da Fundação Rockefeller, em Nova Iorque, onde demonstrou que havia nucléolos nas células hepáticas, contrariando a opinião de Alfred Mirsky, importante membro da fundação. Em 1959, Michel tornou-se professor adjunto de Histologia e Embriologia da FMUSP, onde permaneceu trabalhando por 15 anos.

## Ditadura militar
Em 1964, sob perseguição pelo governo militar após o golpe, Michel não chegou a ocupar a cadeira de professor de Biologia na Universidade de Brasília (UnB), para a qual se candidatou e foi nomeado no dia 1 de abril de 1964. Impedido de trabalhar, Michel deixou o Brasil por 33 anos. Morou nos Estados Unidos e na França, onde continuou com suas pesquisas. O governo militar acusava Michel de ser mentor para estudantes comunistas e ele foi denunciado ao regime por um professor da faculdade de medicina, Geraldo de Campos Freire.
Michael foi denunciado ao FBI e à polícia militar brasileira junto de outros colegas que acabaram presos, como Thomas Maack e Luiz Hildebrando Pereira da Silva. Refugiado na casa de um primo em São Paulo, Michel recebera vários convites de universidades nos Estados Unidos. Aceitou o convite da Universidade Rockefeller, onde James Gerald Hirsch e Zanvil A. Cohn tinham uma importante linha de estudo de pinocitose e lisossomas.
Em 1968, Michel se casou com Odile Levrat, então técnica de laboratório da Universidade Rockefeller, em Nova Iorque, onde o pesquisador trabalhou até 1969, como associado de pesquisa no Laboratório de Fisiologia Celular e Imunologia. Em 1969, assumiu o cargo de professor associado de Biologia Celular da Escola de Medicina da Universidade de Nova Iorque, passando a titular quatro anos depois. Lá teve a oportunidade de reencontrar Victor e Ruth Sonntag Nussenzweig e seus filhos, de quem sempre foi um grande amigo.
Na França, em 1980, Michel passou pela Unidade de Parasitologia Experimental do Instituto Pasteur, onde trabalhou com Leishmania junto a Jean Pierre Debet, e manteve bastante contato com o amigo Luiz Hildebrando Pereira da Silva.
De seu casamento de oito anos com Odile, nasceram duas filhas nos Estados Unidos: Miriam, falecida em 2014, que morava em Paris e Caroline, escritora, que mora em Nova Iorque, ambas com formação em literatura inglesa.

## Anistia
A lei da anistia foi promulgada em 1979, mas Michel não retornou ao país imediatamente.
| “ | O assassinato do jornalista Vladimir Herzog, em 1975, me deixou tão revoltado que não tive dúvida. Entreguei meu passaporte no consulado brasileiro, em Nova Iorque, e fiquei dois anos sem nacionalidade, não podendo sair dos EUA, até conseguir me tornar um cidadão americano. | ” |

Michel retornaria ao Brasil apenas em 1997, quando o então presidente Fernando Henrique Cardoso devolveu sua cidadania brasileira e o então reitor da Universidade de São Paulo, José Goldemberg, o aposentou oficialmente. Em 1997, Michel se tornou professor colaborador na Escola Paulista de Medicina da Universidade Federal de São Paulo, onde continua dando aulas na pós-graduação e orientado estudantes.